# ادیک
اِدْیِک (به مجاری: Egyek) یک منطقهٔ مسکونی در مجارستان است که در ناحیه بالمازاوی‌واروش واقع شده‌است. اگیک ۱۰۴٫۷۹ کیلومتر مربع مساحت و ۵٬۵۲۷ نفر جمعیت دارد.

## خواهرخوانده
شهر رازنگ پودلاسکی خواهرخواندهٔ اگیک هست.